# Trubnaja (stanice metra v Moskvě)
Trubnaja (rusky Трубная) je v pořadí 173. stanice metra vystavěná v Moskvě, součást severní části centrální úseku Ljublinské linky. Zprovozněna byla 30. srpna 2007, ačkoliv to bylo plánováno již v roce 2006. Dne 27. srpna 2007 proběhla první zkušební jízda na trati do stanice, o dva dny dříve již proběhla zkouška eskalátorů
Stanice je pojmenována podle Trubného náměstí (rusky Трубная площадь), pod kterým se nachází.
Stanice začala být budována již v roce 1984, v dobách, kdy se stavěl Cvětnoj bulvar (stanice, se kterou je Trubnaja po dokončení propojena). Během 80. let tak byly vyraženy všechny tři tunely, avšak další práce se přerušily v letech devadesátých, po rozpadu SSSR a odebrání nezbytných prostředků. Z linky Ljublinskaja byl zprovozněn pouze její jižní úsek, zajišťující dopravu od centra města do sídlišť na jeho jihovýchodě, úsek pod centrem byl zakonzervován včetně této stanice.
Spolu se zvýšením financí na výstavbu metra na počátku 21. století byly obnoveny stavební práce i na této stanici, která je nyní součástí úseku Sretěnskij Bulvar – Trubnaja. Stanice je trojlodní ražená se zkrácenou délkou střední lodě. Jižní výstup povede pod náměstí, severní pak s čtyřramennými eskalátory do druhé stanice.
Její prostupy jsou obložené mramorem v nazelenalých tónech, je ale použit i mramor v jiných odstínech. Osvětlení zajišťují lampy připomínající historické osvětlení Moskvy z přelomu 19. a 20. století.